# Quebrada Grande
Quebrada Grande ist eine Streusiedlung im Departamento Tarija  im südamerikanischen Anden-Staat Bolivien.

## Lage im Nahraum
Quebrada Grande ist der zweitgrößte Ort des Kanton Iscayachi im Municipio El Puente in der Provinz Eustaquio Méndez.  Die Ortschaft liegt auf einer Höhe von 3589 m am Westrand der nord-südlich verlaufenden Cordillera de Sama am Bachlauf des Quebrada Grande, der drei Kilometer bachabwärts in den Río Tomayapo mündet, einen Nebenfluss des Río San Juan del Oro.

## Geographie
Quebrada Grande liegt im südöstlichen Teil der kargen Hochebene des bolivianischen Altiplano. Das Klima ist wegen der Binnenlage kühl und trocken und durch ein typisches  Tageszeitenklima gekennzeichnet, bei dem die mittleren Temperaturschwankungen zwischen Tag und Nacht in der Regel deutlich größer sind als die jahreszeitlichen Schwankungen.
Die  Jahresdurchschnittstemperatur liegt bei 11 °C (siehe Klimadiagramm Yunchará) und schwankt nur unwesentlich zwischen gut 6 °C im Juni/Juli und gut 14 °C von November bis März. Der Jahresniederschlag beträgt nur knapp 400 mm, mit einer stark ausgeprägten Trockenzeit von April bis Oktober mit Monatsniederschlägen unter 15 mm, und einer Feuchtezeit von Dezember bis Februar mit 80–95 mm  Monatsniederschlag.

## Verkehrsnetz
Quebrada Grande liegt in einer Entfernung von 68 Straßenkilometern westlich von Tarija, der Hauptstadt des gleichnamigen Departamentos.
Von  Tarija aus führt die Nationalstraße Ruta 1 nach Norden, durchsticht die Cordillera de Sama in nordwestlicher Richtung und führt über die Ortschaft San Lorencito weiter nach Camargo, Padcoyo und Potosí. In San Lorencito zweigt eine unbefestigte Landstraße in südlicher Richtung ab und erreicht Iscayachi nach weiteren elf Kilometern. In Iscayachi zweigt eine Landstraße in östlicher Richtung ab, und knapp zwei Kilometer später biegt dann eine Straße nach Süden ab und führt über weitere sechs Kilometer nach Quebrada Grande.

## Bevölkerung
Die Einwohnerzahl der Ortschaft ist im vergangenen Jahrzehnt auf etwa das Doppelte angestiegen:
| Jahr | Einwohner         | Quelle       |
| ---- | ----------------- | ------------ |
| 1992 | keine Detaildaten | Volkszählung |
| 2001 | 240               | Volkszählung |
| 2012 | 513               | Volkszählung |
| 2024 |                   | Volkszählung |